# زنان در سومالی
زنان در سومالی بخش مهمی از جامعه سومالی را تشکیل می‌دهند که نقش‌های مشخص و مهمی در خانواده و ساختار جامعه دارند. بخشی از زنان سومالیایی در سومالی لند می‌زیند که جمهوری‌ای خودخوانده است که در سطح بین‌المللی به عنوان منطقه خودمختار سومالی به رسمیت شناخته می‌شود. بر اساس نظرسنجی صورت گرفته توسط فیس‌توفیس آفریقا، سومالی زیباترین زنان آفریقا را دارد. از زمان تغییر دین اسماعیل اروینی در سال ۱۸۹۰ تا شکست دولت دراویش با بمباران هوایی بریتانیا در سال ۱۹۲۰، زنان در نواری از جدلی، سناج در شمال تا بلد وین در جنوب دراویشاد (جمع) یا درویشاد (مفرد) نامیده می‌شدند.

## جمعیت

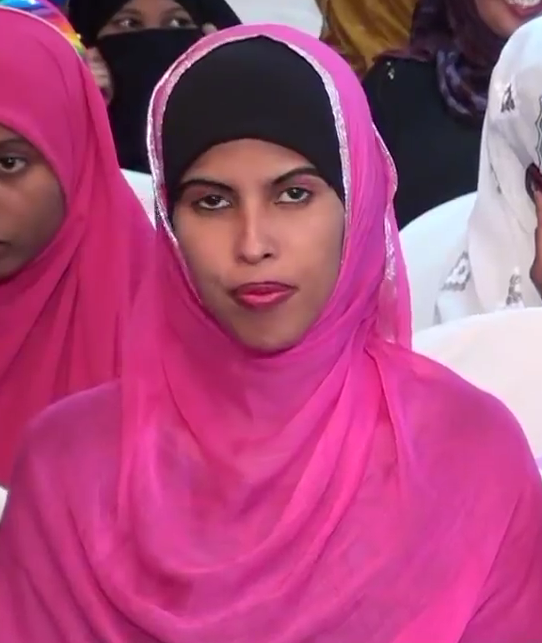
یک زن جوان سومالیایی در یک رویداد موسیقی سومالی در سال ۲۰۱۳

بیشتر مردم سومالی و به تبع زنان این کشور مسلمان هستند. جمعیت سومالی با نرخ رشد ۱٫۶۷ درصد در سال و نرخ زاد و ولد ۴۱٫۴۵ تولد در هر ۱۰۰۰ نفر در حال گسترش است. میزان باروری کل سومالی در سال ۲۰۱۳ برابر با ۶٫۱۷ فرزند به ازای هر زن بود که چهارمین نرخ باروری بالا در جهان است.
بیشتر ساکنان محلی جوان هستند و میانگین سنی آن‌ها ۱۷٫۷ سال است. ۴۴٫۳ درصد جمعیت بین ۰ تا ۱۴ سال، ۵۳٫۵ درصد بین ۱۵ تا ۶۴ سال و تنها ۲٫۳ درصد ۶۵ سال یا بیشتر سن دارند. نسبت جنسیت تقریباً متعادل است و تعداد مردان به نسبت زنان به است.
به دلیل جنگ داخلی، تعیین آمار دقیق جمعیت سومالی از سال ۱۹۷۵ دشوار بوده‌است. طبق گزارش سازمان ملل، تقریباً نیمی از جمعیت سومالی، تا سال ۲۰۱۴ زن هستند.
در سومالی در مقایسه با سایر کشورهای آفریقایی، سطح تحصیلات پایین‌تر و میزان مرگ و میر نوزادان بالاتر است.

## برابری جنسیتی
احتمال بیشتری وجود دارد که زنان در شهرها رئیس خانوار باشند.

## زنان سرشناس

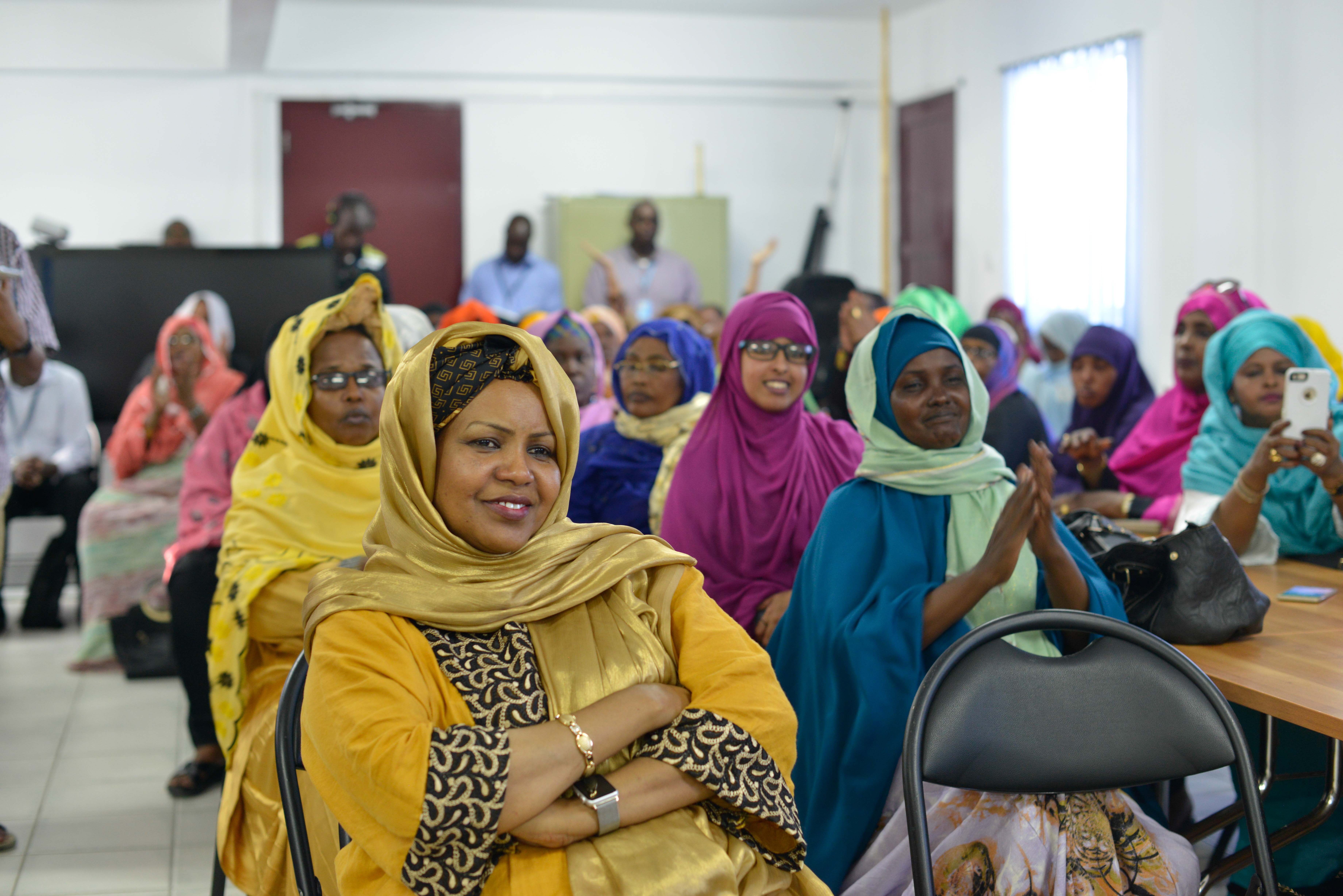
رهبران زن سومالیایی و اعضای جامعه مدنی در نشستی در موگادیشو در ۱۹ ژوئن ۲۰۱۶ شرکت کردند که طی آن بر روی یک مدل انتخاباتی به توافق رسیدند که در آن زنان ۳۰ درصد نمایندگی را در تمام سطوح رهبری در انتخابات آتی تضمین کنند.

از زنان سرشناس در سومالی می‌توان به فوزیه یوسف الحاج آدم، نماینده پارلمان و معاون پیشین نخست‌وزیر و وزیر خارجه، رئیس کنونی حزب ملی دمکراتیک و رئیس HIIGSI (مجموعه‌ای از ۱۰ حزب سیاسی در سومالی) اشاره کرد. فدومو داییب، نخستین کاندیدای زن ریاست جمهوری، حنان ابراهیم، رئیس شبکه زنان مسلمان بارنت، مریم قاسم، وزیر پیشین توسعه اجتماعی فدرال، ادنا عدن اسماعیل، وزیر خارجه پیشین سومالی‌لند و هدان احمد، مشاور مجلس، از دیگر زنان برجسته سومالی هستند.

## ختنه زنان
در یک مطالعه در سال ۲۰۰۵، حدود ۹۷٫۹ درصد از زنان و دختران سومالیایی تحت انجام عمل ختنه زنان قرار گرفتند. این آمار در آن زمان بالاترین میزان شیوع این روش در جهان بود. سازمان یونیسف در سال ۲۰۱۰ گزارش داد که سومالی بالاترین نرخ انجام ختنه جنسی نوع ۳ در جهان را دارد، به طوری که ۷۹ درصد از کل زنان سومالیایی این عمل را انجام داده‌اند. ۱۵ درصد دیگر از زنان تحت انجام ختنه نوع ۲ قرار گرفته‌اند.
شیوع ختنه زنانه در بخش شمالی سومالی رو به کاهش است. در سال ۲۰۱۳، یونیسف در همکاری با مقامات سومالی گزارش داد که نرخ شیوع ختنه زنان در میان دختران ۱ تا ۱۴ ساله در مناطق خودمختار پانتلند شمالی و سومالی‌لند به دنبال یک کارزار آگاهی‌بخشی اجتماعی و مذهبی به میزان  ۲۵ درصد کاهش یافته‌است. ماده ۱۵ قانون اساسی فدرال که در اوت ۲۰۱۲ تصویب شد، ختنه زنان را ممنوع کرده‌است.